# Johann Christian Knorr von Rosenroth
Baron Johann Christian Knorr von Rosenroth (* 22. September 1670 in  Sulzbach; † 1. April 1716 in Regensburg) war ein deutscher Diplomat und Hofbeamter am Hof des Fürstentums Braunschweig-Wolfenbüttel.

## Leben
Johann Christian Knorr ist ein Sohn des Universalgelehrten Christian Knorr von Rosenroth und seiner Frau Anna Sophia Baumgarten von Holenstein († 1696), von dem er der Freiherrentitel erbte. Knorr von Rosenroth war Kammerjunker beim hochgebildeten Herzog Anton Ulrich von Braunschweig-Wolfenbüttel. Für das Fürstentum Braunschweig-Wolfenbüttel war er ab 1705 als Legationsrat auch als  Gesandter am Reichstag in Regensburg tätig. Außerdem vertrat er am Reichstag in Regensburg bis zu seinem Tod im Jahr 1716 auch noch die Grafschaft Blankenburg, die Grafschaft Ostfriesland und die Interessen der Zisterzienserabtei Kloster Walkenried.
1710 veräußerte er das Schloss Großalbershof an Marquard Leopold von Schütz, mutmaßlich seinen Schwager.
Er starb am 1. April 1716 in Regensburg und wurde am 3. April  1716 auf dem Gesandtenfriedhof bei der  Dreieinigkeitskirche begraben. Ein Epitaph erinnert als Denkmal an ihn.

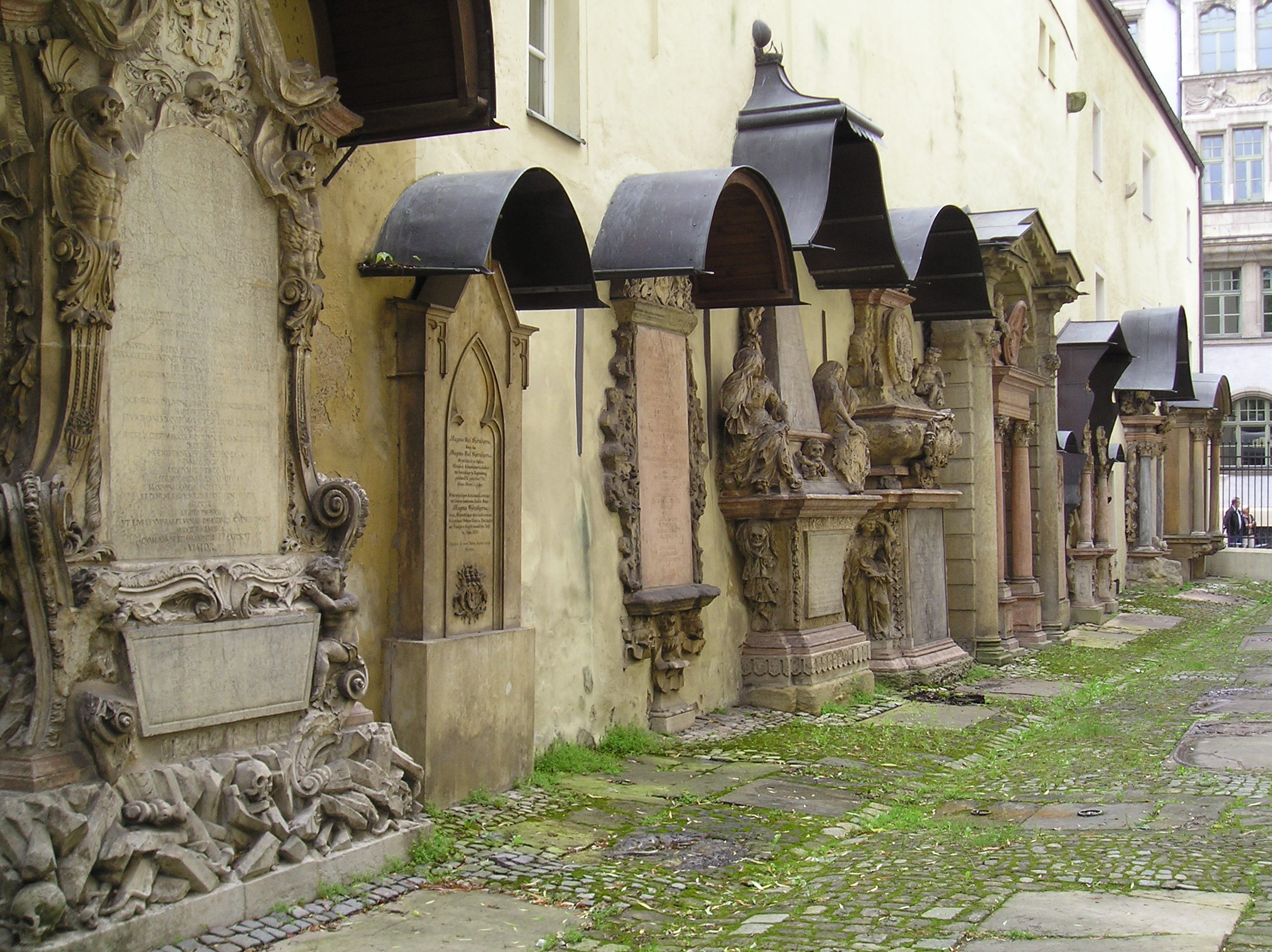
Epitaphien auf dem Gesandtenfriedhof: Drittes Epitaph von links: Johann Christian Knorr von Rosenroth

## Nachkommen
In der Epitaphinschrift werden nur der Sohn Anton Ulrich und die zwei Zwillingstöchter Anna Christina und Eva Charitas als Hinterbliebene erwähnt, die dem Vater das Grabmal machen ließen.